# Alfred Brownell
Alfred Lahai Gbabai Brownell (nascido em 1965/1966) é um activista ambiental e advogado liberiano. Brownell chamou à atenção a nível internacional por causa da sua luta para evitar a destruição das florestas tropicais para a produção de óleo de palma.  Depois de receber ameaças de morte como resultado do seu trabalho, ele e a sua família fugiram da Libéria em 2016. Em 2019 ele ganhou o Prémio Ambiental Goldman, também chamado de "Nobel Verde", pelo seu trabalho na protecção de mais de 2000 quilómetros quadrados da floresta tropical que eram terras tradicionais das comunidades locais.
Depois de deixar a Libéria, ele tornou-se no "ilustre bolsista residente no Programa de Direitos Humanos e Economia Global da Northeastern University School of Law".